# Comissió Nacional per al Desenvolupament dels Pobles Indígenes
La Comisión Nacional para el Desarrollo de los Pueblos Indígenas (Comissió Nacional per al Desenvolupament dels Pobles Indígenes, sigla CDI) és un organisme autònom descentralitzat de l'administració pública federal de l'Estat mexicà, creat el 21 de maig de 2003, per decret del president Vicente Fox Quesada amb l'objectiu de realitzar totes les accions necessàries per garantir el desenvolupament sa i correcte dels pobles indígenes de Mèxic, segons l'establert per l'article segon de la Constitució dels Estats Units Mexicans. Aquest organisme va substituir l'Instituto Nacional Indigenista de Mèxic, la creació del qual data de 1948.

## Antecedents
L'any de 1948, el president Miguel Alemán Valdés va decretar la creació de l'Institut Nacional Indigenista, organisme que tindria com a funcions les següents:
- Investigar els problemes relatius als nuclis indígenes del país;
- Estudiar les mesures de millorament que requereixin aquests nuclis indígenes;
- Promoure davant l'Executiu Federal l'aprovació i l'aplicació d'aquestes mesures;
- Intervenir en la realització de les mesures aprovades, coordinant i dirigint, si escau, l'acció dels òrgans governamentals competents;
- Fungir com a cos consultiu de les institucions oficials i privades sobre les matèries que, conforme a la present Llei, són de la seva competència;
- Difondre, quan ho estimi convenient i pels mitjans adequats, els resultats de les seves recerques, estudis i promocions.
- Emprendre aquelles obres de millorament de les comunitats indígenes que li encomani l'Executiu, en coordinació amb la Direcció general d'Afers Indígenes, encarregat de coordinar les polítiques públiques i els programes socials del govern federal, en favor de les comunitats indígenes del país, així com cuidar que aquestes comunitats poguessin seguir els seus propis costums, tals com la llengua, educació, etc.

## Creació
L'any de 2000, amb l'arribada de Vicente Fox Quesada a la presidència de Mèxic, es va presentar una iniciativa de reforma a diversos articles constitucionals, amb la finalitat de plasmar en la llei fonamental del país, els drets dels pobles indígenes i per complir amb els acords establerts amb l'Exèrcit Zapatista d'Alliberament Nacional. Aquesta reforma incloïa, entre altres coses, la desaparició de l'Institut Nacional Indigenista i la creació de la Comissió Nacional per al Desenvolupament dels Pobles Indígenes. Després de gairebé tres anys de negociacions parlamentàries, el Congrés de la Unió va aprovar la Llei de la Comissió Nacional per al Desenvolupament dels Pobles Indígenes, i es va publicar el decret presidencial de la seva creació el 21 de maig de 2003, segons el qual la comissió va iniciar les seves funcions formalment el 5 de juliol de 2003.

## Funcions
Les principals funcions de la CDI són:
- I. Ser instància de consulta per a la formulació, execució i avaluació dels plans, programes i projectes que les dependències i entitats de l'Administració Pública Federal desenvolupin en la matèria.
- II. Coadjuvar a l'exercici de la lliure determinació i autonomia dels pobles i comunitats indígenes en el marc de les disposicions constitucionals.
- III. Realitzar tasques de col·laboració amb les dependències i entitats de l'Administració Pública Federal, les quals hauran de consultar a la Comissió en les polítiques i accions vinculades amb el desenvolupament dels pobles i comunitats indígenes; de coordinació amb els governs de les entitats federatives i dels municipis; d'interlocució amb els pobles i comunitats indígenes, i de concertació amb els sectors social i privat.
- IV. Proposar i promoure les mesures que calguin per al compliment del que es disposa en l'apartat B de l'article 2n de la Constitució Política dels Estats Units Mexicans.
- V. Avaluar les polítiques públiques i l'aplicació dels programes, projectes i accions governamentals que condueixin al desenvolupament integral d'aquests pobles i comunitats.
- VI. Realitzar recerques i estudis per promoure el desenvolupament integral dels pobles indígenes.
- VII. Recolzar els processos de reconstitució dels pobles indígenes.
- VIII. Coadjuvar i, si escau, assistir als indígenes que l'hi sol·licitin en assumptes i davant autoritats federals, estatals i municipals.
- IX. Dissenyar i operar, en el marc del Consell Consultiu de la Comissió, un sistema de consulta i participació indígenes, establint els procediments tècnics i metodològics per promoure la participació de les autoritats, representants i comunitats dels pobles indígenes en la formulació, execució i avaluació dels plans i programes de desenvolupament.
- X. Assessorar i recolzar en la matèria indígena a les institucions federals, així com als estats, municipis i a les organitzacions dels sectors social i privat que ho sol·licitin.
- XI. Instrumentar i operar programes i accions per al desenvolupament dels pobles indígenes quan no corresponguin a les atribucions d'altres dependències o entitats de l'Administració Pública Federal o en col·laboració, si escau, amb les dependències i entitats corresponents.
- XII. Participar i formar part d'organismes, fòrums i instruments internacionals relacionats amb l'objecte de la Comissió.
- XIII. Desenvolupar programes de capacitació per a les dependències i entitats de l'Administració Pública Federal, així com per a les entitats federatives i municipis que ho sol·licitin, amb la finalitat de millorar l'atenció de les necessitats dels pobles indígenes.
- XIV. Establir acords i convenis de coordinació amb els governs de les entitats federatives, amb la participació que correspongui als seus municipis, per dur a terme programes, projectes i accions conjuntes en favor dels pobles i comunitats indígenes.
- XV. Concertar accions amb els sectors social i privat, perquè coadjuvin en la realització d'accions en benefici dels indígenes.
- XVI. Establir les bases per integrar i operar un sistema d'informació i consulta indígena, que permeti la més àmplia participació dels pobles, comunitats, autoritats i institucions representatives d'aquests, en la definició, formulació, execució i avaluació dels programes, projectes i accions governamentals.
- XVII. Ser instància de consulta per a les dependències i entitats de l'Administració Pública Federal amb la finalitat de formular el projecte de pressupost consolidat en matèria de desenvolupament dels pobles i comunitats indígenes a incloure al Pressupost d'Egressos de la Federació de conformitat amb el que es disposa en l'article 2o. de la Constitució Federal.
- XVIII. Publicar un informe anual sobre l'acompliment de llurs seus funcions i els avanços i impacte de les accions de les dependències i entitats paraestatals de l'Administració Pública Federal, estatal i municipal en matèria de desenvolupament dels pobles indígenes.
- XIX. Les altres que estableixin les disposicions legals aplicables.

## Estructura
La CDI està composta per una direcció general, encapçalada actualment per Nuvia Magdalena Mayorga Delgado, qui va ser nomenada pel President Enrique Peña Nieto l'11 de gener de 2013. Una unitat de planejament i consulta, una unitat de coordinació i enllaç, una coordinació general d'administració i finances, una coordinació general de projectes especials, una direcció general d'assumptes jurídics i 24 delegacions estatals.